# Hey Leonardo (She Likes Me for Me)
Hey Leonardo (She Likes Me for Me) is een nummer van de Amerikaanse alternatieve rockband Blessid Union of Souls uit 1999. Het is de eerste single van hun derde studioalbum Walking of the Buzz.
Het nummer is geschreven in de vorm van een brief aan iemand genaamd Leonardo - een verwijzing naar acteur Leonardo DiCaprio. De tekst beschrijft hoe een man weet dat zijn vriendin hem leuk vindt, ongeacht zijn bezittingen, sociale status en fysieke eigenschappen. De man benoemt veel beroemdheden en de kwaliteiten die ze bezitten, waardoor ze aantrekkelijk zijn voor vrouwen. Hij benadrukt dat hoewel hij niet dezelfde kwaliteiten heeft, maar dan zijn vriendin toch van hem houdt zoals hij is. De beroemdheden waarnaar wordt verwezen, zijn onder meer Tyson Beckford, Robert Redford, Steve Buscemi, Luciano Pavarotti, Cindy Crawford, Clint Eastwood en Jim Carrey. Het nummer bereikte de 33e positie in de Amerikaanse Billboard Hot 100. Nederland was het enige Europese land waarin het nummer de hitlijsten haalde. Het kwam in de Nederlandse Top 40 een plekje lager dan in de Billboard Hot 100.